# Liste des cours d'eau de la Slovaquie
Cet article présente la liste (non exhaustive) des cours d'eau de Slovaquie.
1. Bebrava : 47,2 km
2. Belá : 36,3 km
3. Biela Orava : 37 km
4. Blava : 47,5 km
5. Blh : 52,5 km
6. Bodrog : 123 km
7. Bodva : 48,4 km
8. Bystrica
9. Čermeľský potok : 15 km
10. Chlmec : 36,1 km
11. Chvojnica : 31,5 km
12. Cirocha : 50,6 km
13. Čierna voda (Malý Dunaj) : 105,5 km
14. Čierna voda (Uh) : 41 km
15. Danube : 2 850 km
16. Dudváh : 97 km
17. Dunajec : 251 km
18. Duša : 41,1 km
19. Gidra : 40,5 km
20. Gortva : 33 km
21. Handlovka : 32 km
22. Hnilec : 88,9 km
23. Hornád : 193 km
24. Hron : 298 km
25. Ida : 56,6 km
26. Ipeľ : 232,5 km
27. Izra : 14,3 km
28. Krivánsky potok : 35,4 km
29. Krtíš : 36,5 km
30. Krupá
31. Krupinica : 65,4 km
32. Kysuca : 66,3 km
33. Laborec : 135 km
34. Latorica : 188 km
35. Malý Dunaj : 128 km
36. Malina : 47,2 km
37. Morava : 328,9 km
38. Muráň : 48,8 km
39. Myjava : 79 km
40. Myslavský potok : 19,5 km
41. Nitra : 197 km
42. Nitrica : 51,4 km
43. Okna : 37,3 km
44. Olšava : 49,9 km
45. Oľka : 39,2 km
46. Ondava : 146,5 km
47. Ondavka : 31 km
48. Orava : 60,3 km
49. Ouj : 127 km
50. Paríž : 41,5 km
51. Perec : 53,5 km
52. Poprad : 169 km
53. Radošinka : 31,9 km
54. Rajčanka : 47,5 km
55. Revúca : 33,1 km
56. Rimava : 88 km
57. Rimavica : 32,5 km
58. Roňava : 51 km
59. Rudava : 45 km
60. Sekčov : 44,3 km
61. Sikenica : 46,2 km
62. Sajó : 229,4 km
63. Slatina : 55,2 km
64. Štiavnica : 55 km
65. Štítnik : 32,8 km
66. Stoličný potok : 38,9 km
67. Suchá : 35,1 km
68. Svinka : 50,8 km
69. Tisza : 996 km
70. Tisovník : 41 km
71. Topľa : 129,8 km
72. Torysa : 122,9 km
73. Trnávka (Dudváh) : 43 km
74. Trnávka (Ondava) : 37,1 km
75. Tuhársky potok : 31,9 km
76. Turiec (Váh) : 66,3 km
77. Turiec (Sajó/Slaná) : 50,2 km
78. Turňa : 32 km
79. Udava : 38,3 km
80. Váh : 403 km
81. Žitava : 99,3 km